# Сан Паоло Албанезе
Сан Паоло Албанезе (итал. San Paolo Albanese) је насеље у Италији у округу Потенца, региону Базиликата.
Према процени из 2011. у насељу је живело 285 становника. Насеље се налази на надморској висини од 812 м.

## Становништво
Према резултатима пописа становништва 2011. у општини је живело 306 становника.
| 1931. | 1936. | 1951. | 1961. | 1971. | 1981. | 1991. | 2001. | 2011. |
| ----- | ----- | ----- | ----- | ----- | ----- | ----- | ----- | ----- |
| 880   | 877   | 914   | 911   | 715   | 624   | 529   | 416   | 306   |